# Ihor Horożankin
Ihor Jurijowycz Horożankin, ukr. Ігор Юрійович Горожанкін, ros. Игорь Юрьевич Горожанкин, Igor Jurjewicz Gorożankin (ur. 30 września 1957) – ukraiński piłkarz, grający na pozycji pomocnika, a wcześniej bramkarza, sędzia piłkarski.

## Kariera piłkarska
Karierę piłkarską rozpoczął jako bramkarz w klubie Zirka Kropywnycki, ale grał jedynie w drużynie rezerw. Potem został powołany do wojska, gdzie służył w jednostce dywersantów. Po zwolnieniu z wojska został piłkarzem amatorskiego zespołu Radyst Kirowohrad. Następnie występował w klubach z Murmańska i Bobrujska. W 1982 przeszedł do Podilla Chmielnicki, ale otrzymał kontuzję kolana i przeniósł operację chirurgiczną w Kirowohradzie. W 1983 po rehabilitacji zmienił pozycję na pomocnika i strzelił 28 goli w amatorskich mistrzostwach obwodu. W 1984 został zaproszony do Zirki Kirowohrad, w której głównym trenerem został mianowany jego ojciec Jurij Horożankin. Jednak kierownictwo partyjne zabroniło przebywanie syna i ojca razem w jednym klubie, dlatego piłkarz postanowił zakończyć karierę piłkarza.

## Kariera sędziowska
Po zakończeniu kariery piłkarza rozpoczął karierę arbitra. W 1986 został zaproszony przez Lewa Sarkisowa na organizowane przez niego kursy arbitrów. Najpierw sędziował mecze turniejów dla dzieci i młodzieży, a potem rozgrywki zawodowe. W 1993 rozpoczął sędziowanie meczów piłkarskich Wyższej Ligi Ukrainy. Ogółem był głównym arbitrem 147 meczów na najwyższym poziomie ukraińskiej piłki nożnej oraz 5 meczów międzynarodowych (1997-2000, Puchar Intertoto UEFA, Puchar Mistrzów WNP i Liga Mistrzów UEFA). Sędzia kategorii międzynarodowej FIFA.

## Kariera zagraniczna
W 2003 wyjechał z rodziną i rodzicami na stałe do Izraela, tak jak jego matka jest pochodzenia żydowskiego. Pracował jako operator dźwigu. W lipcu 2005 został zaproszony na stanowisko wiceprezesa Zirka Kropywnycki, w której pracował do czerwca 2006. W 2014 roku przeniósł się do Kanady, gdzie mieszka jego młodsza córka. Pracował jako kierowca dużych tirów.